# Stiptopodius krausei
Stiptopodius krausei là một loài bọ cánh cứng trong họ Bọ hung (Scarabaeidae).